# ピエトロ・アナスタージ
ピエトロ・アナスタージ（Pietro Anastasi、1948年4月8日 - 2020年1月17日）は、イタリア・カターニア出身の元サッカー選手。ポジションはフォワード。

## 経歴
カターニャの労働者階級の家に生まれた。
ユヴェントスには1968年から1976年まで在籍、チームのキャプテンを務めるなど、303試合で130得点を挙げた。1970年代のチームのシンボルで、ファンからはPietruzzuの愛称で愛された。1974-75シーズン、コッパ・イタリアでは9得点を決め、大会得点王になった。
イタリア代表では、1968年の欧州選手権決勝、ユーゴスラヴィア戦においてイタリアの勝利を決定的とするチームの2点目を決め、チームの大会初優勝に寄与した。1974年のワールドカップ・西ドイツ大会に出場、ハイチ戦でゴールを記録した。代表チームでは通算25試合で8得点。
2018年に大腸癌と筋萎縮性側索硬化症に診断され、闘病中の2020年1月にヴァレーゼの病院で死去した。71歳没。

## タイトル
ユヴェントス
- セリエA : 1971–72, 1972–73, 1974–75

インテル
- コッパ・イタリア  : 1977-78

イタリア代表
- UEFA欧州選手権 : 1968

個人
- コッパ・イタリア得点王 : 1974-75
- イタリアサッカーの殿堂 : 2019